# Kassaman

Algeriets flagga

Qassaman eller Kassaman är Algeriets nationalsång sedan 1963, strax efter landets självständighet från Frankrike år 1962. Texten skrevs år 1956 under självständighetskriget av poeten Mufdi Zakariah medan han satt fängslad av kolonialmakten, och smugglades ut ur fängelset till motståndsrörelsen FLN. Melodin komponerades av den egyptiske kompositören Mohamed Fawzi.

## Texten på svenska
Det följande är en fri, icke officiell översättning huvudsakligen baserad på den engelska versionen. Texten är i princip omöjlig att översätta exakt till svenska. Titeln, "Qassaman", betyder bokstavligen "svärandes (vid/att)", och refrängtexten "fa-shhadou! fa-shhadou! fa-shhadou!" är bokstavligen partikeln "fa" ("så därför") följt av ett imperativ riktat till tredje person plural (ni), som betyder "skåda" eller "(be)vittna". En alternativ översättning vore kanske "Så skåda!".
Vi svär… (Qassaman)
Vi svär vid den blixt som förgör,
Vid strömmarna av blod som gjutes,
Vid de glittrande flaggor som fladdrar
Stolt över de höga bergen,
Att vi har rest oss upp, och vare sig vi lever eller dör,
Har vi lovat att Algeriet ska leva,
Och ni ska få se! Ni ska få se! Ni ska få se!
Vi är soldater i revolt för sanningen,
Och vi har kämpat för vår självständighet.
När vi talade ville ingen lyssna,
Så vi har tagit krutets dån till rytm,
Och maskingevärens sång till melodi.
Vi har lovat att Algeriet ska leva,
Och ni ska få se! Ni ska få se! Ni ska få se!
Av våra hjältar ska vi skapa en armé,
Av våra döda ska vi bygga äran,
Våra andar ska stiga mot odödligheten,
Och på våra axlar ska vi bära baneret.
Till den Nationella Befrielsefronten har vi svurit en ed:
Vi har lovat att Algeriet ska leva,
Och ni ska få se! Ni ska få se! Ni ska få se!
Fosterlandets rop stiger från slagfälten,
Lyssna till det och lyd kallelsen!
Låt det skrivas i martyrernas blod,
Låt det läsas av de kommande generationerna,
Att vi har sträckt vår hand mot äran:
Vi har lovat att Algeriet ska leva,
Och ni ska få se! Ni ska få se! Ni ska få se!
Frankrike – anklagelsernas tid är förbi,
Och vi har avslutat den som man avslutar en bok,
Frankrike – det här är räkenskapens dag,
Så förbered dig på vårt svar!
Vår revolution gör slut på pratet:
Vi har lovat att Algeriet ska leva,
Och ni ska få se! Ni ska få se! Ni ska få se!